# Orsidis singaporensis
Orsidis singaporensis là một loài bọ cánh cứng trong họ Cerambycidae.